# Stodolský potok
Stodolský potok (dříve německy Leithenbach) je pravostranný přítok Sázku v okrese Cheb v Karlovarském kraji. Délka toku měří 12,7 km.
Plocha jeho povodí měří 33,6 km².

## Průběh toku
Potok pramení v Hazlově ve Smrčinách, při východním okraji Přírodním parku Halštrov. Od pramene teče asi 100 m jihovýchodním směrem k železniční trati z Chebu do Hranic. Nedaleko železničního nádraží v Hazlově trať podtéká a opouští území přírodního parku. Pokračuje jihozápadní směrem, míjí osadu Mýtinka i Antonínovu Výšinu. U samoty Lesní Mlýn opouští území Smrčin a vtéká do Chebské pánve. V Žírovicích, severně od Františkových Lázní, protéká Mlýnským rybníkem. Východním směrem pokračuje k Novému Drahovu a Dvorku, místním částem obce Třebeň. Přibírá zleva Vonšovský potok a směřuje k jižnímu cípu národní přírodní rezervace Soos. Zde teče asi 400 m po hranici tohoto chráněného území. Přibližně po 1,5 km se u osady Povodí vlévá zprava do Sázku.